# The Most Dangerous Man in America
The Most Dangerous Man in America is een documentaire uit 2009, gemaakt door Judith Ehrlich en Rick Goldsmith, over de Amerikaanse politieke besluitvorming rondom de Vietnamoorlog.

## Opzet
De documentaire is gebaseerd op Daniel Ellsbergs boek Secrets: a memoir of Vietnam and the Pentagon Papers dat in 2002 werd uitgebracht, en de titel verwijst naar een uitspraak die Henry Kissinger, de veiligheidsadviseur van president Richard Nixon, deed over Daniel Ellsberg. De documentaire geeft in anderhalf uur een overzicht van de ontwikkeling die Ellsberg doormaakte sinds hij in februari 1965 als medewerker van de RAND Corporation in het Californische Santa Monica werd toegevoegd aan de staf van Robert McNamara, Secretary of Defense (minister van Defensie) in de regeringen van John F. Kennedy en Lyndon B. Johnson.

## Werkwijze van de documentairemakers
Voor de documentaire, samengesteld door Judith Ehrlich en Rick Goldsmith, zijn interviews gemaakt met Ellsberg zelf, zijn vriend en helper Anthony Russo en diverse sleutelfiguren rond het lekken van de Pentagon Papers. Daarnaast is gebruikgemaakt van de tapes die Richard Nixon van alle gesprekken in het Witte Huis liet opnemen en die hij uiteindelijk na de onthulling van het Watergateschandaal gedwongen werd vrij te geven.

## Verhaal
Medio 1966 vertoefde Daniel Ellsberg enkele weken in Zuid-Vietnam, waar hij met eigen ogen wilde zien hoe de oorlog waarover hij zijn baas moest adviseren 'voelde'. Eerder diende Ellsberg zelf van 1954-1957 in het Amerikaanse leger als commandant van een legeronderdeel (mariniers). In de documentaire vertelt Ellsberg dat hij bij terugkomst in oktober 1966 verslag uitbracht aan McNamara en kort daarop voor het eerst meemaakte dat deze in het openbaar andere standpunten beleed dan binnenskamers. Ellsberg had McNamara op diens vraag wat zijn mening over de oorlog in Vietnam was, laten weten dat er ondanks de 100.000 man aan extra troepen geen verbetering of successen waren behaald. McNamara had gezegd dat hij het met dat inzicht geheel eens was. Dezelfde dag echter verklaarde McNamara ten overstaan van de pers dat alles er 'bemoedigend' uitzag en dat er in Vietnam elke dag vooruitgang werd geboekt. Volgens Ellsberg in de documentaire adviseerde McNamara president Johnson wel om de zaak bij voorkeur met politieke middelen in plaats van met bommenwerpers op te lossen. Maar Johnson verwierp dat idee.
Toen Richard Nixon in 1968 de verkiezingen won met de belofte van 'peace with honor' en zinspeling op een geheim plan om de oorlog te beëindigen dachten velen die op hem gestemd hadden dat de nieuwe president 'the need to get out of Vietnam' (zoals zijn veiligheidsadviseur Henry Kissinger het verwoordde) snel zou waarmaken. Ellsberg vertelt in de documentaire dat hij er meteen achter kwam dat Nixon dit geenszins van plan was. Bij het eerste overleg van de veiligheidsraad onder Kissinger gaf Daniel Ellsberg hem een aantal opties om de oorlog te beëindigen. Daarop antwoordde Kissinger volgens Ellsberg: "Dan, je hebt geen 'win'-optie." Elsberg repliceerde dat hij die inderdaad niet had, omdat hij die niet mogelijk achtte. "Al zou je de troepen verdubbelen. Je kunt misschien het land totaal vernietigen, maar dat zie ik niet als 'a win'."
In augustus 1969 kwam Ellsberg er volgens zijn zeggen achter, dat eerdere presidenten van de VS hadden gelogen over de Amerikaanse bemoeienis met Vietnam. Hij las dit in een uitgebreide studie die McNamara had laten doen naar het ontstaan van de oorlog. Ellsberg en andere collega's van de RAND Corporation hadden zelf op onderdelen aan die studie meegewerkt, maar nu kwam hem de volledige versie onder ogen. Deze studie, die 47 delen besloeg, in totaal 7.000 pagina's, zou bekend worden als de Pentagon Papers. De studie omvatte talrijke geheime documenten, met het opschrift Top Secret. Ellsberg zegt in de documentaire: "De oorlog was een misdaad, zo besefte ik, uitgevoerd door de vier in de studie genoemde presidenten (Truman, Eisenhower, Kennedy, Johnson). En nu was de vijfde (Nixon) hetzelfde aan het doen, zonder zicht op beëindiging. De honderdduizenden die wij doodden waren feitelijk moorden. Dit moest stoppen."
Kort na deze ontdekking woonde Ellsberg naar zijn zeggen een conferentie bij van 'non-violent resisters' (geweldloze activisten) en maakte daar kennis met het gedachtegoed van onder meer Janaki Tschannerl, een aanhangster van Gandhi. Via deze kwam hij in contact met de dienstweigeraar Randy Kehler, die hij vlak voor diens proces sprak. Tegen hem waren aanklachten ingediend waarop hij tot in totaal vijfentwintig jaar gevangenisstraf kon worden veroordeeld. Ellsberg zei dat hij zeer onder de indruk raakte van de vastbeslotenheid van Kehler, die betoogde dat hij de gevangenis in ging met de overtuiging dat dat het beste was wat hij in zijn omstandigheden kon doen. Ellsberg bedacht op dat emotionele moment dat het dus kennelijk zo gesteld was met het perspectief van de jonge mannen van die tijd en hij besloot dat hij niet langer medeverantwoordelijk wilde zijn voor de oorlog. Hij zou het vanaf dat moment anders gaan aanpakken en ook hij zou nu bereid zijn daarvoor desnoods de gevangenis in te gaan. In de herfst van 1969 benaderde Ellsberg op de RAND Corporation zijn collega Anthony Russo en legde hem het dilemma voor, dat hij als medewerker van Kissinger medeverantwoordelijk was voor voortzetting van de oorlog in Vietnam terwijl hij op basis van de informatie uit de geheime studie wist dat die oorlog in feite onwettig was en dat de Amerikaanse bevolking bewust onwetend werd gehouden van de werkelijkheid van die oorlog. Russo bevestigt in de documentaire dat het primair zijn idee was om de studie aan de pers toe te spelen. In de herfst van 1969 begon Ellsberg kopieën te maken van de McNamara-studie, een klus die hem maanden zou kosten. Hij borg de kopieën op in zijn kluis bij de RAND Corporation.
Begin 1970 gaf hij de studie eerst aan enkele van de meest uitgesproken critici van de oorlog in de senaat, onder andere aan William Fulbright, voorzitter van het Foreign Relations Committee (commissie van Buitenlandse Zaken), en senator George McGovern. Ellsberg ging ervan uit dat zij de stukken openbaar zouden maken, maar dat gebeurde niet. Intussen verliet Ellsberg de RAND Corporation om deze niet verder te belasten met zijn plannen en werd hij lid van een kleinere denktank in Cambridge, Massachusetts. Uiteindelijk gaf Ellsberg in maart 1971 een kopie van de Pentagon Papers aan de journalist Neil Sheehan van de New York Times. De Times aarzelde aanvankelijk of ze de geclassificeerde documenten wel zou publiceren. Advocaat James Goodale, hoofd juridische zaken van de New York Times oordeelde echter dat het niet strafbaar zou zijn, gezien de persvrijheid in de VS. Toen de Times op 13 juni 1971 met zijn eerste publicatie over de Pentagon Papers kwam, kreeg de krant op initiatief van Nixons attorney general (soort landsadvocaat) John Mitchel meteen een verbod opgelegd om over dit onderwerp verder te publiceren. Ellsberg had een dergelijke actie voorzien en ervoor gezorgd dat ook de Washington Post een kopie tot zijn beschikking kreeg. Die krant ging prompt verder waar de Times was gestopt. Terwijl de FBI al naar hem op zoek was, werd 'nationwide' een interview met Ellsberg uitgezonden door CBS-news en maakte Ellsberg bekend dat hij kopieën had gegeven aan nog zestien andere grote kranten, alle van verschillende mediaconcerns. Al deze bladen - onder meer de Boston Globe, de Sun-Times, de Los Angeles Times, The Philidelphia Inquirer en The Christian Science Monitor - pakten inderdaad de uitdaging om te publiceren op. Daarmee was openbaarmaking van wat de Times vanaf haar eerste bericht de Pentagon Papers was gaan noemen, een feit.
Vervolgens meldde Ellsberg zich samen met zijn 'medeplichtige' Anthony Russo bij de gerechtelijke autoriteiten. Zij werden beschuldigd van overtreding van de Espionage Act en aangeklaagd voor 'unauthorized possession' (ongeoorloofd bezit) en 'theft' (diefstal) van geheime documenten. De maximumstraf voor die feiten was twintig jaar gevangenis. Korte tijd later, op 1 juli 1971, bepaalde het hoogste gerechtshof in de VS, het Supreme Court, dat het verbod op publicatie over de Pentagon Papers voor de New York Times en de Washington Post werd opgeheven. Een historische uitspraak, bepleit door zes van de negen rechters. Een van hen, rechter Justice Black, lichtte het vonnis aldus toe: “De pers moet vrij blijven en zonder censuur, rechterlijk ingrijpen of voorafgaande dwang bij al hetgeen zij wil publiceren, ongeacht de bron. De pers is bedoeld om de bestuurden te dienen, niet de bestuurders." Door deze principiële uitspraak kregen de media in de VS, met name de grote kranten, meer gezag en een grotere reputatie van onafhankelijkheid dan ooit tevoren.
Het proces tegen Ellsberg en Russo pakte eveneens succesvol voor hen uit, al eindigde dit niet met een vrijspraak. Tijdens het proces werd duidelijk dat het (naar later zou blijken:) zelfde ‘loodgieters’-team dat in het Watergate Hotel had ingebroken ook de praktijk van Ellsbergs psychiater wederrechtelijk was binnengedrongen om eventueel belastend materiaal over hem te kunnen publiceren. Dit was een van de aangetoonde 'onregelmatigheden' waarop de rechter uiteindelijk besloot om alle klachten tegen Ellsberg en Russo in te trekken nog vóór de grand jury zich daarover kon uitspreken. Hij bestempelde het proces als een 'mistrial', een mislukte rechtszaak. Er was sprake van meer machinaties – zo werd de rechter bij een voor de regering gunstige veroordeling de hoge baan van directeur van de FBI beloofd – maar het gerechtshof maakte duidelijk dat met dergelijke acties de regering een eerlijk proces zelf onmogelijk had gemaakt (‘Improper government conduct’), zodat de aangeklaagden ontslagen moesten worden van rechtsvervolging.
Deze ontwikkelingen worden in de documentaire door Ellsberg zelf, door Russo, door hun advocaat en commentatoren toegelicht op een vlotte, zakelijke, manier. De ondersteuning met het bandmateriaal uit het Witte Huis, onder meer over het opzetten van het 'loodgieters'-team met markante uitspraken van Nixon zelf maakt de film smeuïg. Een van de destijds verantwoordelijke stafleden, John Dean, komt in de documentaire ook aan het woord. Na het vonnis in de zaak tegen Ellsberg en Russo stemde de senaat voor het bevriezen van de fondsen voor de oorlog in Vietnam. Niet lang daarna werd het Watergateschandaal, afluisterpraktijken en inbraken bij zijn politieke opponenten waardoor Nixon zijn herverkiezing in 1972 had weten zeker te stellen, in volle omvang duidelijk. Tegen Nixon werd een impeachment (procedure om hem uit zijn ambt te zetten) gestart. Op 8 augustus 1974 voorkwam hij goedkeuring van de impeachment door zelf af te treden. Negen maanden later was de terugtrekking van de Amerikanen uit Vietnam onder zijn opvolger Gerald Ford een feit. De oorlog had tot dan toe het leven gekost aan meer dan twee miljoen Vietnamezen. Ruim 58.000 Amerikanen sneuvelden.

## Prijzen
De documentaire is genomineerd voor tal van prijzen en heeft onder meer de Special Jury Award op de IDFA te Amsterdam gewonnen.